# A. W. Sandberg
Anders Wilhelm Sandberg (* 22. Mai 1887 in Viborg, Dänemark; † 27. März 1938 in Bad Nauheim, Deutschland) war ein dänischer Filmregisseur und Kameramann.

## Leben
Sandberg verdiente sich in den Jahren vor Ausbruch des Ersten Weltkriegs seinen Lebensunterhalt als Pressefotograf und Kameramann. 1914 wechselte er zum Film und begann als Kinofilmregisseur zu arbeiten. Für die wichtigste dänische Produktionsgesellschaft Nordisk inszenierte Sandberg eine Reihe von künstlerisch wenig bedeutenden, kommerziell jedoch recht erfolgreichen Filmen, darunter einige der späten Produktionen mit Valdemar Psilander.
Nachdem ihn sein erstes ausländisches Regie-Gastspiel 1920 nach Berlin geführt hatte, inszenierte Sandberg seine bekanntesten und wichtigsten Werke, die zu jener Zeit als stilgetreu gefeierten Verfilmungen mehrerer Romane von Charles Dickens (vor allem Große Erwartungen, David Copperfield, Kleine Dorrit). Anschließend nahm Sandberg Regieaufträge aus Rom und erneut Berlin an und drehte 1926 ein Remake seines größten Filmerfolges während des Ersten Weltkriegs, Der tanzende Tor. Nach einem wenig vielversprechenden Tonfilmeinstand in Frankreich (Der Mongole und die Tänzerin) kehrte Sandberg in seine Heimat zurück, wo er in seinen verbleibenden Lebensjahren einige weitgehend unbekannt gebliebene Dokumentar- und Spielfilme inszenierte.
A. W. Sandberg war mit den Schauspielerinnen Else Frølich (1880–1960) und Karina Bell (1898–1979) verheiratet, die in zahlreichen seiner Stummfilme Hauptrollen gespielt hatten.

## Filmografie
| - 1914: Frederik Buch til søs - 1914: Husassistenten (auch Kamera) - 1914: Ungkarl og Aegtemand (auch Kamera) - 1914: Smuglerens datter (auch Kamera) - 1914: Appetit og kærlighed (auch Kamera) - 1915: Lykkeligt indbrud (auch Kamera) - 1915: Hovmod står for fald (auch Kamera) - 1915: Der arme Unstern (Proletardrengen) - 1915: Der Fluch des Diamanten (Cowboymillionæren) - 1915: Plimsolleren - 1915: Um das Bildnis des Königs (Rytterstatuen) - 1915: Die Leuchtturmkatastrophe (Katastrofen i Kattegat) - 1916: Liebesspiel (Kærlighedsleg) - 1916: En kunstners kærlighed - 1916: Das tote Schiff (Det døde skib) - 1916: Den mystiske tjener - 1917: Der tanzende Tor (Klovnen) - 1917: De mystiske fodspor - 1917: Solskinsbørnene - 1918: Kærlighedens almagt - 1918: Stodderprinsessen - 1918: Kærlighedsvalsen - 1919: Die Geheimnisse der Themse (Vor fælles ven) - 1920: Kan dissne øjne lyve? | - 1920: Pigen fra Sydhavsoen - 1920: Die Benefiz-Vorstellung der vier Teufel - 1921: Nedbrudte nerver - 1922: Große Erwartungen (Store forventninger) - 1922: Des Landknechts letzte Liebe (Lasse Månsson fra Skaane) - 1922: David Copperfield (David Copperfield) - 1923: Der letzte Tanz (Den sidste Dans) - 1923: Der Schrei aus der Moräne (Morænen) - 1924: Das Wiener Kind (Wienerbarnet) - 1924: Auch ein Mädel kann sich irren (Kan kvinder fejle?) - 1924: Klein Dorrit (Lille Dorrit) - 1925: Wenn zwei sich lieben (Fra Piazza del Popolo) - 1926: Die Lieblingsfrau des Maharadscha (Maharadjahens yndlingshustru III) - 1926: Der tanzende Tor (Klovnen) - 1927: Eheskandal im Hause Fromont jr. und Risler sr. - 1928: Revolutionshochzeit - 1930: Der Mongole und die Tänzerin (Le capitaine jaune) - 1933: 5 fesche Mädels (Fem raske piger) - 1934: 7-9-13 - 1935: København (Dokumentarfilm) - 1935: Tuborgfilmen (Dokumentarfilm) - 1935: Til Danmark over de store broer (Dokumentarfilm) - 1936: Millionærdrengen - 1936: Indvielse af Storstromsbroen (Dokumentarfilm) - 1937: Vikingerne, deres forfærdre og efterkommere (Dokumentarfilm) |